# Kloster Amtenhausen

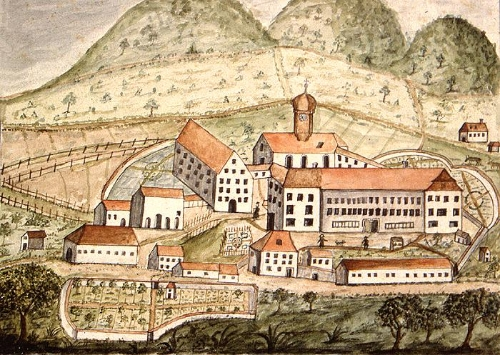
Die Benediktinerinnenabtei Amtenhausen

Das Kloster Amtenhausen ist eine ehemalige Benediktinerinnenabtei auf der Baar bei Zimmern (Immendingen). Es bestand von vor 1107 bis 1802/08 und war bis 1682 ein Priorat des Klosters Sankt Georgen im Schwarzwald, ab 1682 selbständige Abtei. Der Ort wird erstmals genannt als Amptenhusen im Jahr 973. Das Patrozinium war dem Hl. Sebastian geweiht.

## Geschichte
In der Gründungsphase des Klosters St. Georgen im Schwarzwald wird vielleicht auf dem „Scheitel Alemanniens“ ein Doppelkloster, d. h. ein Männer- und ein Frauenkloster bestanden haben, typisch für die Hirsauer Reform. Die Existenz des Doppelklosters, wenn es denn existiert hat, wird aber die ersten Jahre nach der Klostergründung nicht überdauert haben. Vorstellbar ist eine baldige Umsiedlung der Nonnen, die vielleicht im damals gegründeten Amtenhausen angesiedelt wurden. Amtenhausen, das Kloster auf der Baar und St. Georgener Tochterkloster bzw. Priorat, war eine Gründung des St. Georgener Abtes Theoger (1088–1119), die man vor dem Jahr 1107 ansetzt. Das Nonnenkloster hatte einen beträchtlichen Umfang. Der Vita Theogeri zufolge, einer im 12. Jahrhundert im Kloster Prüfening verfassten Lebensbeschreibung des Abtes, sollen dort rund einhundert Nonnen gelebt haben. Ideeller Mittelpunkt der Gemeinschaft war die „heiligste“ Beatrix, die gerade nach ihrem Tod Verehrung fand. Auf Grund seiner Größe könnten von Amtenhausen aus Sanktimonialen das nach 1123 gegründete Kloster Friedenweiler besiedelt haben. Auch die Besiedlung des Admonter Frauenklosters soll mit Amtenhausener Nonnen erfolgt sein. Dasselbe gilt für das St. Georgener Priorat Urspring.

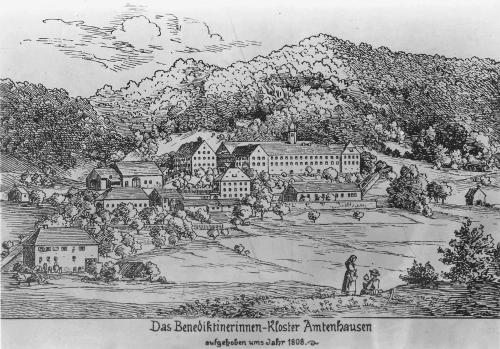
Kloster Amtenhausen im 18. Jahrhundert

## Ende des Klosters
Im Zuge der Säkularisation 1802/1808 fiel das Kloster an die Fürsten von Fürstenberg und stand unter Verwaltung der Rappenegger gt. Rappenherre von Wyl und Phorzhaim, die das Prokuratorenamt als geheime Hof- und Kammerräte der Fürsten versahen. Der 1786 bis 1791 neu errichtete Konventsbau und die Nebengebäude wurden bis 1842 erhalten und danach abgebrochen. Die Kirche mit der Orgel des Johann Andreas Silbermann, welche unter der Äbtissin Maria Mechtildis Guggenmoos von Bernbeuren eingebaut worden war, wurde ebenfalls abgebrochen. Die Kirchenausstattung wurde in alle Winde verstreut. Der im Jahr 1688 von Johann Pöllandt geschaffene Hochaltar gelangte zusammen mit zwei Seitenaltären nach Emmingen ab Egg in die neu gebaute Pfarrkirche St. Sylvester, weitere Seitenaltäre kamen nach Immendingen, Zimmern und Aasen. Die Silbermannorgel erhielt Neudingen, wo sie später verbrannte. Skulpturen und liturgische Geräte gelangten nach Villingen, Rottweil, Engen, Immendingen und Zimmern.
An das Benediktinerinnenkloster Amtenhausen erinnern heute nur noch das ehemalige Prioratsgebäude – heute Privatbesitz – sowie ein im Jahr 1960 errichtetes Gedenkkreuz mit Bildstock. 

## Liste der Meisterinnen und Äbtissinnen
Meisterinnen
- die von Beringen 14. April 1307
- Adelhaidis 1307

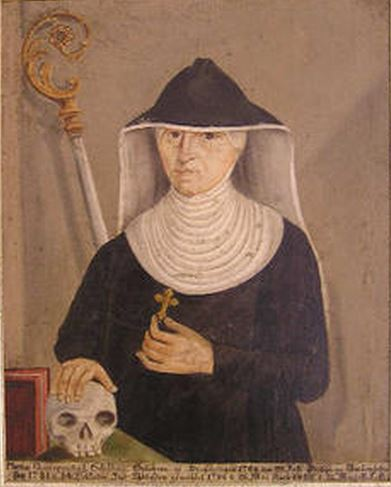
Kunigunde Schilling von Hintschingen, die letzte Äbtissin von Amtenhausen, regierte von 1796 bis 1808.

- Gutta Reckhenbächin (nach 10. Mai 1451)
- Anna Stärkin
- Magdalena Fürstenberger erwählt 14. Mai 1514
- Anna Marnerin 1523
- Lucia Silberer 7. März 1533
- (?) Schellhorn 23. August 1533
- Dorothea von Sunthusen 1562
- Helena Schmid 27. November 1565
- Maria Anna Seitz 1557–1597
- Maria Mayer von Schaffhausen 8. Oktober 1598 bis 31. März 1619 (Wahlrevers vom 18. Oktober 1593)
- Catharina Meisin von Fürstenberg 13. Mai 1619 bis 1629 (resigniert; † 1633)
- Maria Anna Heubler 1. Januar 1629 bis 21. Februar 1651
- Anna Scholastica Zoller von Villingen 18. April 1652 bis 12. März 1682

Äbtissinnen
- Maria Gertrudis Weißmann von Donaueschingen 12. März 1682 bis 13. Januar 1727
- Maria Josepha Boland von Schongau al. Wessobrunn 17. Januar 1727 bis 18. Mai 1738
- Maria Anna Muckensturm von Odenheim 1. Juni 1738 bis 1747 (resigniert; † 23. November 1768)
- Maria Magdalene Bürckhofer von Königseggwald 5. Oktober 1747 bis 15. März 1749
- Maria Mechtildis Guggenmoos von Bernbeuren 19. März 1749 bis 10. Mai 1767
- Maria Gertrudis Schwarz von Elchenreute 18. Mai 1767 bis 11. Mai 1796
- Kunigunde Schilling von Hintschingen 23. Mai 1796 bis † 20. März 1808

(Ölgemälde der Äbtissinnen im Archiv der Hofbibliothek Donaueschingen)